# Esaias Meyer
Esaias Johannes Meyer (* 1684 in Neidenstein; † 25. Februar 1771 in Heilbronn) war von 1741 bis 1765 Bürgermeister von Heilbronn.

## Leben
Meyer war der Sohn des venningenschen Amtmanns auf Neidenstein und Steinsberg, Johann Peter Meyer, und der Heilbronner Ratsherrentochter Marie Elisabeth geborene Glandorf. Vermutlich starb Meyers Mutter 1688 während des Pfälzischen Erbfolgekrieges, worauf der Vater nach Heilbronn floh, wo er 1689 auch verstarb. Esaias wuchs daher zunächst bei seiner Großmutter in Heilbronn auf und kam nach deren Tod 1691 zu einer Schwester seiner Mutter, der Pfarrerswitwe Maria Sabina Sommerhard († 1710), die eine zweite Ehe mit dem Heilbronner Ratsherrn Johann Ludwig Kübel, Vater des gleichnamigen späteren Bürgermeisters Johann Ludwig Kübel (1684–1753), eingegangen war. Esaias immatrikulierte sich am 2. Mai 1704 an der Universität Jena im Fach Rechtswissenschaft. Ebenso wie sein genaues Geburtsdatum unbekannt ist, gibt es auch keine Nachweise darüber, was er genau in der Zeit nach seinem Studium gemacht hat. Vermutlich war er bereits längere Zeit wieder in Heilbronn als Rechtskonsulent niedergelassen, als er zum 1. Januar 1720 in das Heilbronner Stadtgericht berufen wurde und kurz darauf das Bürgerrecht erhielt. 1721 wurde er Anwalt im Stadtgericht. Ab 1731 gehörte er dem kleinen, inneren Rat (von den burgern) an, war 1733 Steuerherr und 1739 „Geheimer“ sowie Vogt im reichsstädtischen Dorf Neckargartach. Im Dezember 1740 wurde er dritter Bürgermeister von Heilbronn und rückte nach dem Tod von ranghöheren Bürgermeistern bis 1757/58 auf die Stelle als erster Bürgermeister nach. Am 25. Juni 1765 legte er sein Amt aus Altersgründen nieder.
Er war ab 1728 mit Anna Maria Dorothea Schmid (1705–1790), Tochter des Künzelsauer Oberpfarrers Johann Engelhard Schmid, verheiratet. Der Ehe entstammte ein Sohn, Christoph August Meyer (1739–1817), der ebenfalls Ratsmitglied und 1781 Stadtschultheiß wurde, jedoch 1794 aus dem Amt zurücktrat und sich ins Privatleben zurückzog.